# Tasiilaq
Tasiilaq [taˈsiːɾɑ(q)] (früher Ammassalik [ˌaˈmːasːalik]; nach alter Rechtschreibung Tasîlaĸ bzw. Angmagssalik) ist eine grönländische Stadt im Distrikt Ammassalik in der Kommuneqarfik Sermersooq. In Tasiilaq wohnt rund die Hälfte der Bevölkerung Ostgrönlands.

## Lage
Tasiilaq liegt im Süden der Ammassalik Ø am Westufer des Kong Oscars Havn, einer Bucht, die ebenfalls auf Grönländisch Tasiilaq heißt. Der Ortsname ist die ostgrönländische Form von Tasiusaq, das übersetzt wie ein Binnensee bedeutet und sich wie bei den westgrönländischen Orten Tasiusaq (Nanortalik) und Tasiusaq (Upernavik) auf die Lage an einer geschützten Bucht mit schmalem Einlass bezieht. Der nächstgelegene bewohnte Ort ist Kulusuk 21 km östlich auf der anderen Seite des Ammassaliip Kangertiva.

## Geschichte

### Vor der Kolonialzeit
Die Region wurde vor etwa 4500 Jahren von Angehörigen der in Alaska beheimateten Saqqaq-Kultur, und vor etwa 2600 Jahren von Mitgliedern der Dorset-Kultur besiedelt. Diese Siedler konnten unter sich verschlechternden klimatischen Bedingungen an der Ostküste nicht überleben. Etwa seit dem 14. Jahrhundert wanderten Inuit der Thule-Kultur in das Gebiet.
Vor einigen Hundert Jahren war die Ostküste noch durchgehend bevölkert und Wilhelm August Graah traf bei seiner Expedition 1830 regelmäßig auf Tunumiit, selbst wenn er nur bis auf etwa 100 km an die heutigen Siedlungen herankam. In den folgenden Jahrzehnten wanderten allerdings die meisten der Inuit aus Südostgrönland nach Südgrönland, und es entstand eine etwa 600 km lange Lücke zwischen den Kujataamiut in Südgrönland und den Tunumiit in der heutigen Region um Tasiilaq.
Trotz der großen Entfernung kamen gelegentlich jedoch Tunumiit nach Südgrönland, um dort Handel zu treiben. Auf der Suche nach deren Herkunft leitete der dänische Marineoffizier Gustav Frederik Holm 1884 die Frauenbootexpedition, die erste Expedition in das Gebiet um Tasiilaq. Er fand hier 413 Tunumiit vor, wobei die Zahl wegen Hungersnöten und Krankheiten stetig sank. Holm überwinterte in Tasiilaq, wie der Ort bereits ursprünglich genannt wurde und studierte die Bewohner.
Carl Ryder zählte 1892 nur noch 294 Menschen, und die Bevölkerung drohte auszusterben. Die restlichen Tunumiit wünschten einen höheren Lebensstandard, vergleichbar mit dem der Kitaamiut im Westen Grönlands.

### Gründung der Station

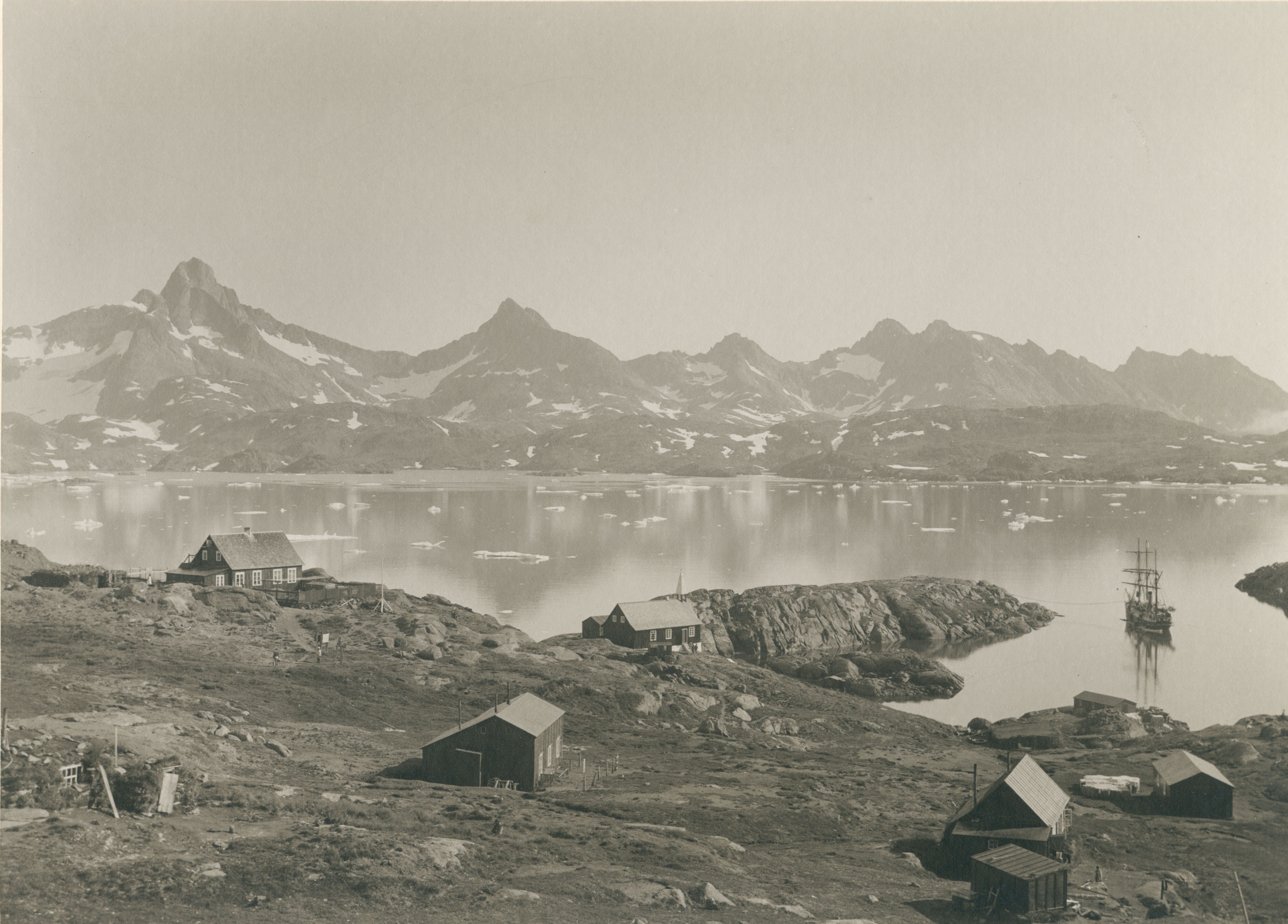
Tasiilaq (um 1900)

1894 wurde schließlich die erste Missions- und Handelsstation Ostgrönlands errichtet, die den Namen Ammassalik erhielt. Johan Petersen wurde zum Handelsverwalter ernannt und Frederik Carl Peter Rüttel wurde der erste Missionar Ostgrönlands. Es wurde ein Wohnhaus für den Missionar errichtet, daneben ein Friedhof. Dazu kam ein Wohnhaus für den Handelsverwalter. In einem weiteren Gebäude lebten die übrigen Angestellten. Außerdem wurde ein Proviantladen für die Versorgung errichtet. Alle Gebäude waren Fachwerkhäuser mit Bretterverkleidung.

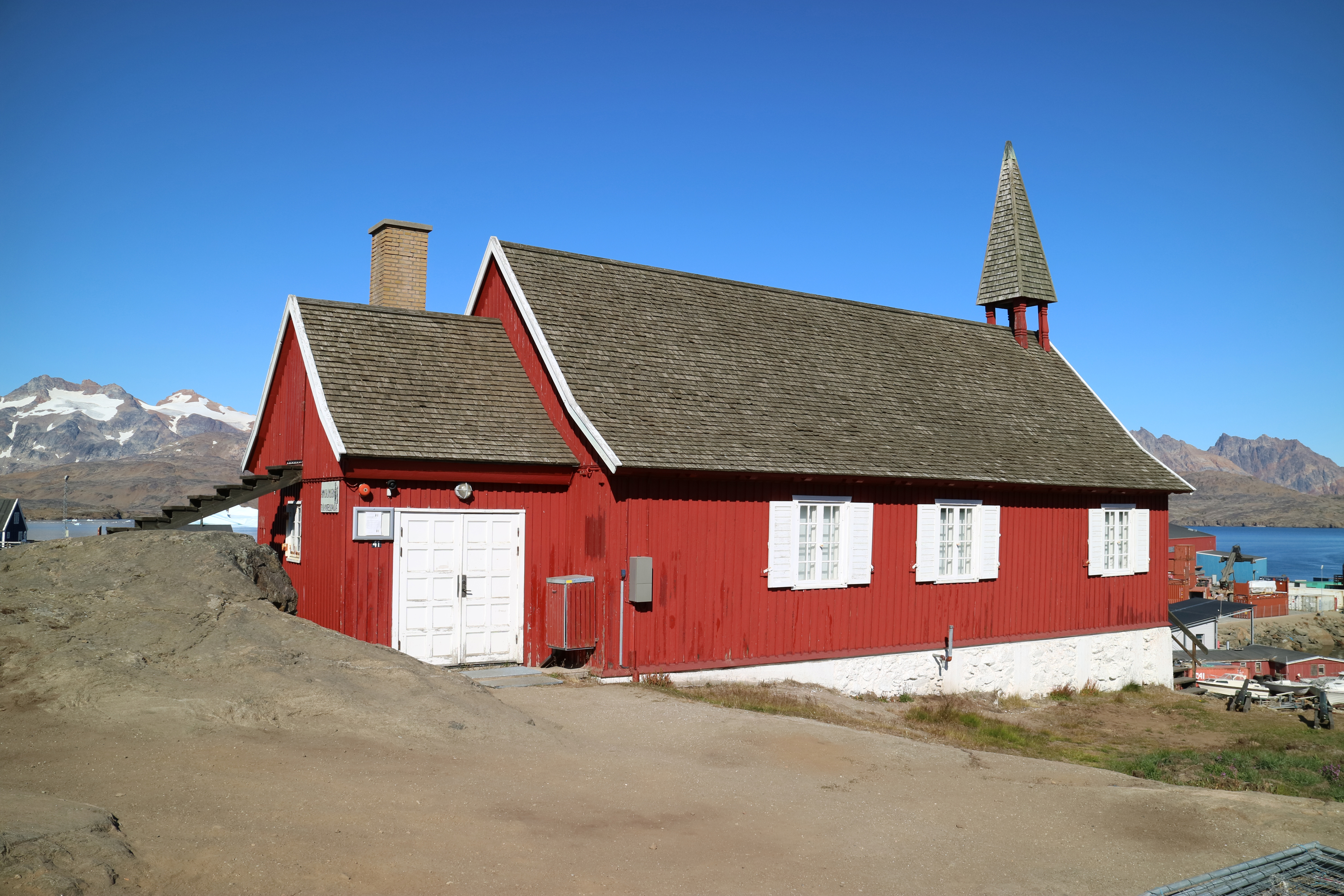
Die alte Kirche von Tasiilaq (2016)

In den folgenden Jahren wurde die Missionsstation stark ausgebaut. 1899 wurde ein Laden mit Lager gebaut. 1900 wurde ein Wohnhaus für den Katecheten errichtet, 1901 und 1903 zwei Wohnhäuser für Kiffat (grönländische Helfer). 1901 wurde ein Kohlenhaus errichtet. 1903 wurde der Bau der Kirche begonnen, der erst 1908 abgeschlossen wurde. In ihr befand sich auch ein Schulzimmer. 1904 wurde die Wohnung des Handelsverwalters ausgebaut.
In Tasiilaq kommt es häufiger zu Erdbeben. Im Winter 1904/05 waren die Erdbeben so stark, dass die Bevölkerung zu den Europäern kam und sich erkundigte, ob gerade die Welt unterginge.
1911 wurde ein Wohnhaus für den Handelshelfer errichtet und 1912 eine eigene Wohnung für die Hebamme. Das alte Haus, das ursprünglich allen Angestellten als Wohnhaus diente, fungierte zuletzt nur noch als Krankenhaus und Wohnung der Hebamme, und als die Hebamme ihr eigenes Haus erhielt, wurde das Gebäude in eine Gästewohnung umfunktioniert. 1913 wurde ein Waschhaus errichtet und 1915 ein Pulverhaus. 1918 wurde ein zweites Kohlenhaus errichtet und das alte umgebaut. Ein ursprünglich von Georg Carl Amdrup zu wissenschaftlichen Zwecken errichtetes Gebäude wurde ab 1919 als Werkstatt und Materialschuppen benutzt. Im selben Jahr wurde ein Packhaus errichtet.
1920 lebten in Tasiilaq neun Familienmitglieder des dänischen Missionars und 74 Grönländer. Von den Bewohnern lebten 37 in der Station selbst und 37 auf der Grønlænderpynten genannten Halbinsel östlich der Station, obwohl es bis 1915 sogar 50 bis 60 gewesen waren. In der Station befanden sich fünf grönländische Wohnhäuser, auf der Halbinsel zwei oder drei. In der Station lebten üblicherweise angestellte Grönländer, die bei der Missions- und Handelsarbeit halfen, während auf der Halbinsel die Taufkandidaten lebten, die nach dem zweijährigen Unterricht wieder wegzogen. Unter den Bewohnern waren 14 Jäger. In der Station arbeiteten der Pastor, ein Katechet, der Handelsverwalter, ein Helfer, eine Hebamme und drei Kiffat.

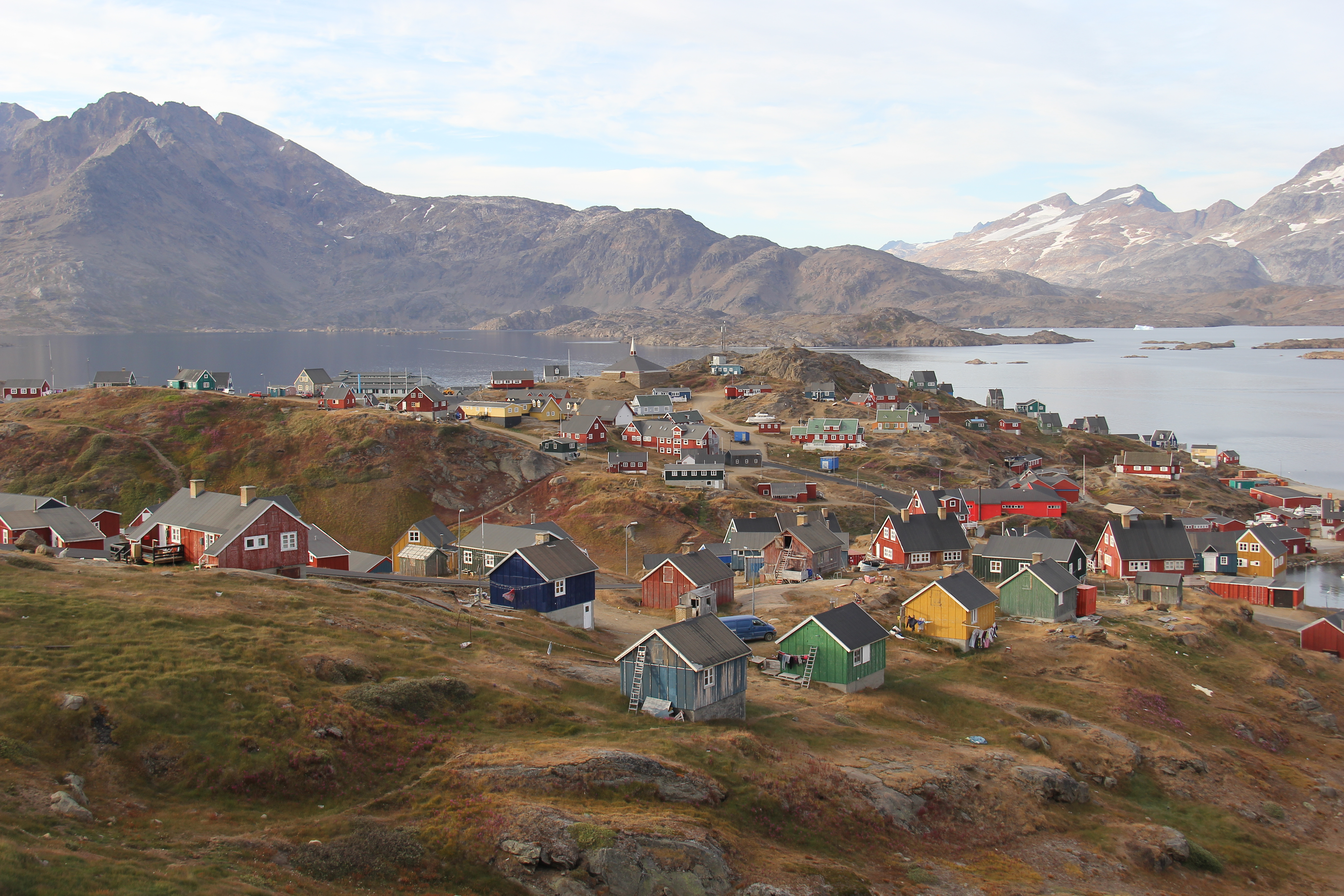
Tasiilaq (2014)

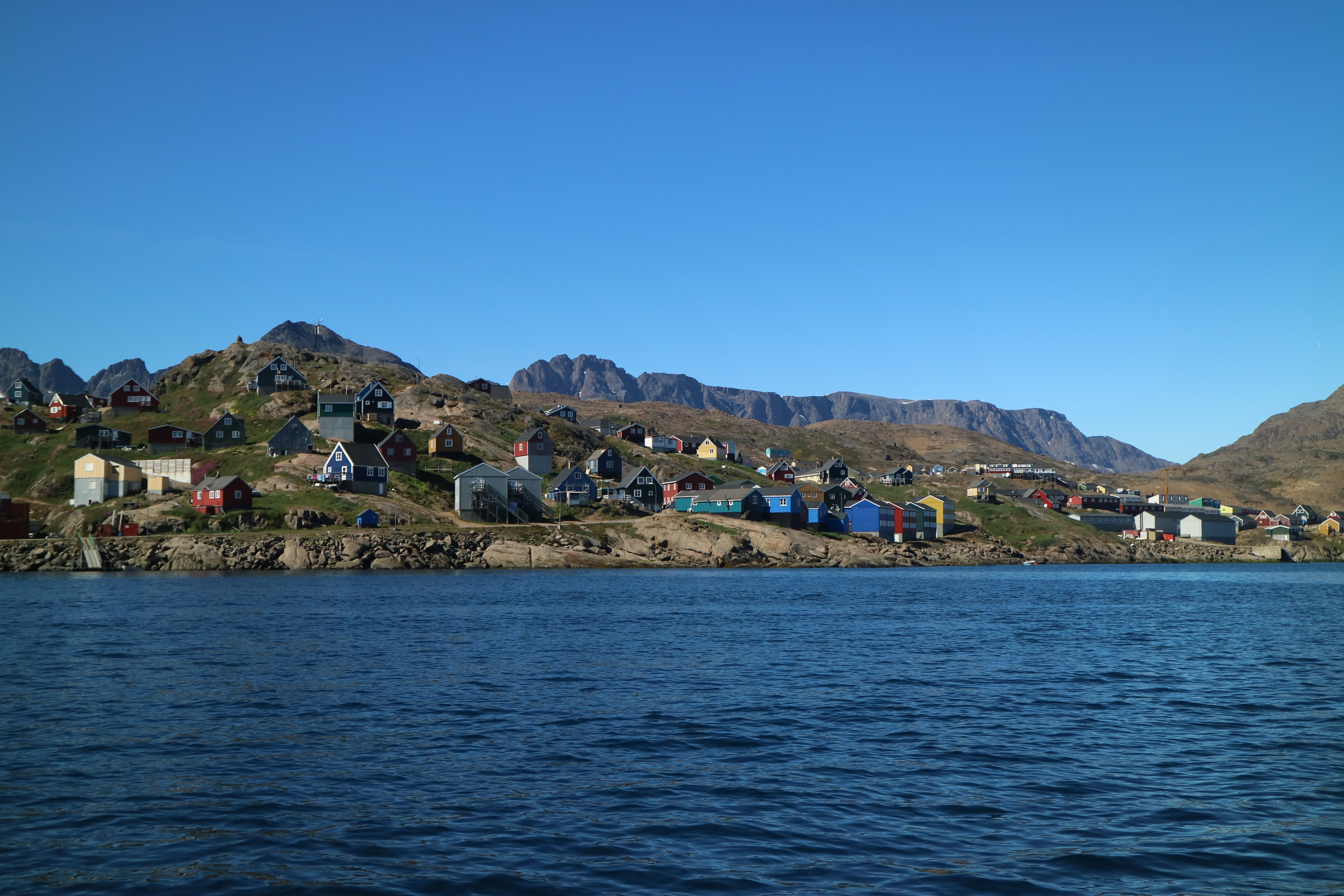
Tasiilaq (2016)

Tasiilaq entwickelte sich zur zentralen Siedlung des Distrikts. Trotz der von den Europäern eingeschleppten Krankheiten und Alkoholprobleme nahm die Bevölkerung in der Folge aufgrund der verbesserten Ernährungslage stark zu. Unmittelbar mit der Siedlungsgründung begann die Geldwirtschaft und die Einfuhr technischer Produkte für den Alltag. Bis zur Jahrhundertwende hatten die 400 Einwohner des Kolonialdistrikts beispielsweise 87 Jagdgewehre erworben. Die Torfmauerhäuser wurden bis etwa 1980 durch solche aus Holz ersetzt.

### Tasiilaq als Kolonie
1925 erhielt Tasiilaq den Status einer Kolonie des Königreichs Dänemark. Im selben Jahr wurden unter der Führung von Johan Petersen 84 Ammassalimmiut in das durch Ejnar Mikkelsen neugegründete Ittoqqortoormiit umgesiedelt.
1954 wurde ein Wasserwerk, 1956 ein Kraftwerk und 1958 eine Feuerwehrstation errichtet. 1956/57 wurde ein Krankenhaus errichtet, das 1960 umgebaut wurde und über 24 Betten verfügte. 1959 erhielt das Krankenhaus auch eine Zahnklinik. 1957 wurde ein Kinderkrankenhaus (Prinsesse Margrethes Børnesanatorium) mit 22 Betten errichtet. 1957 wurde eine neue Schule errichtet, die 1968 von 162 Schülern besucht wurde. 1959 wurde ein Kindergarten für 40 Kinder gebaut und 1961 ein Altenheim mit Badeanstalt für 14 Bewohner. 1961 wurde ein Postgebäude errichtet.

### Nach der Kolonialzeit
Erst 1963 wurden Ostgrönland wie auch die Thuleregion dekolonialisiert und verwaltungstechnisch in den Rest Grönlands inkorporiert.
1965 wurde ein großer Kai mit 30 m Länge errichtet. Da Tasiilaq wegen der Eisverhältnisse nur im Sommer per Schiff erreichbar war, wurde der Personentransport im Winter mit dem Hundeschlitten zum Flughafen Kulusuk durchgeführt. Um 1970 gab es in Tasiilaq drei Läden und zahlreiche Handwerkseinrichtungen. Neben den öffentlich Beschäftigten gab es zudem noch einen größeren Anteil von in der Jagd Beschäftigten.
Am 5. Februar 1970 zerstörte der stärkste jemals gemessene Piteraq, ein ostgrönländisches Sturmphänomen, mit Windgeschwindigkeiten von um die 300 km/h große Teile der Stadt, sodass man sogar erwog, sie aufzugeben.
1977, 1992 oder 1997 wurde der Ortsname offiziell wieder in Tasiilaq zurückbenannt, während der Name der damaligen Gemeinde Ammassalik blieb. Die Gemeinde wurde bei der Verwaltungsreform 2009 in die Kommuneqarfik Sermersooq eingegliedert.

## Infrastruktur und Versorgung

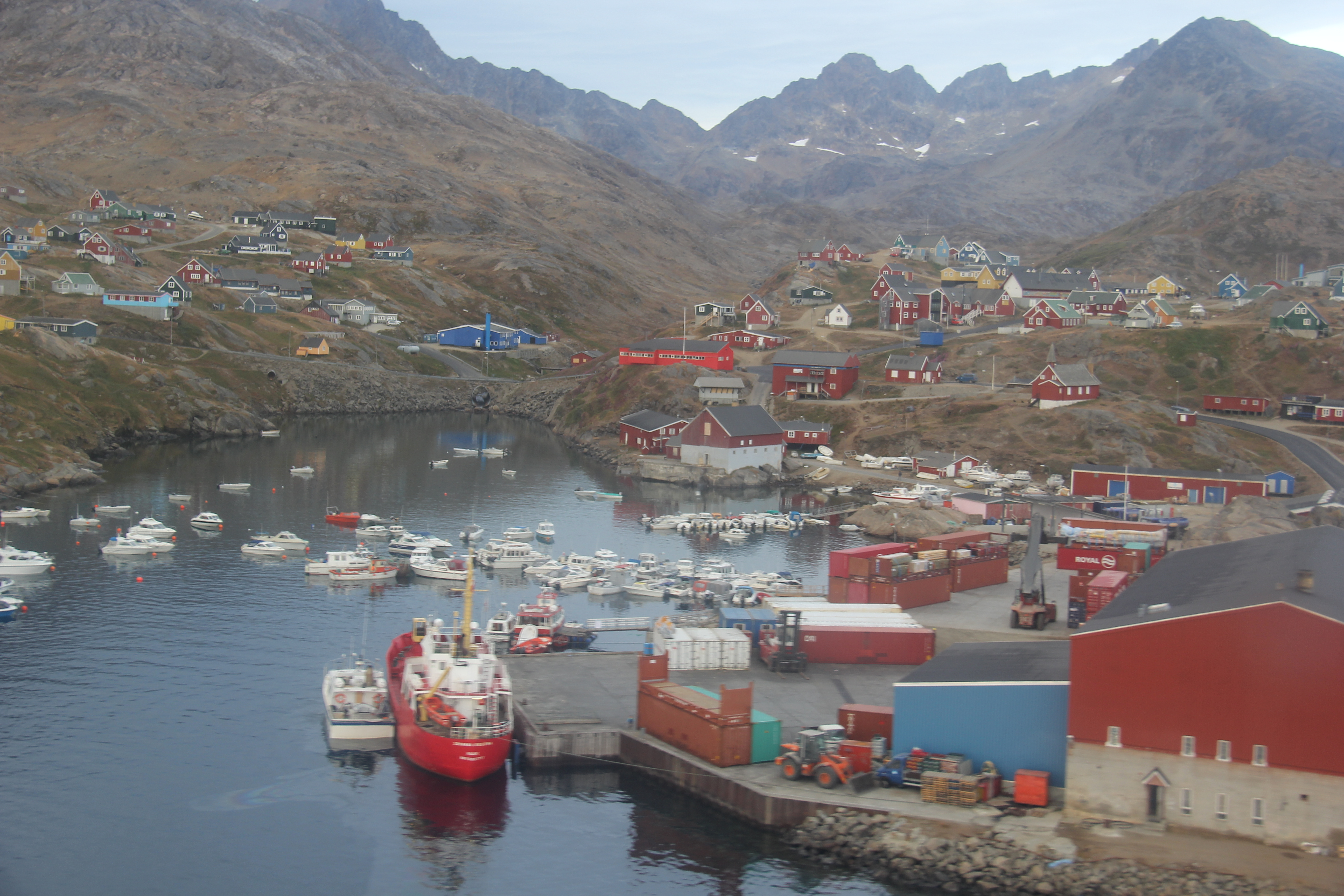
Der Hafen von Tasiilaq (2014)

Der Hafen von Tasiilaq kann von Juli bis November angefahren werden. Er besteht aus einem großen Kai und mehreren Stegen für kleine Boote. Der Heliport Tasiilaq verbindet die Stadt mit Ostgrönlands Flughafen in Kulusuk.
Nukissiorfiit versorgt die Stadt seit 2004 mittels eines Wasserkraftwerks. Der Müll wird deponiert und Abwässer ins Meer geleitet. Die Hälfte der Gebäude in Tasiilaq ist an das Abwassernetz angeschlossen.

## Bebauung

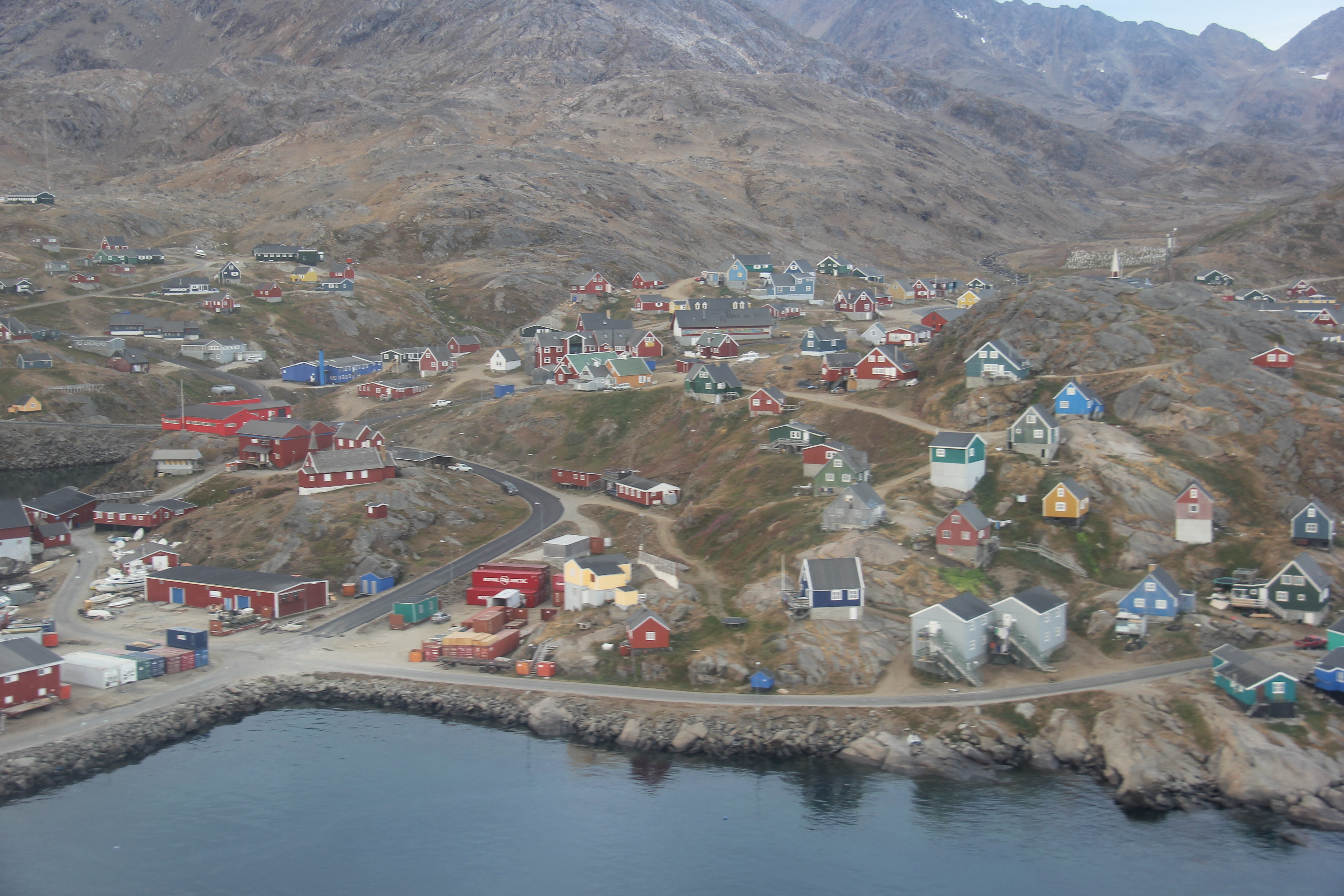
Tasiilaq (2014)

Die Tasiilami Alivarpi unterrichtet etwa 450 Schüler. Sie wurde erstmals 1957 errichtet, aber beim Piteraq von 1970 zerstört. Der Neubau von 1971 wurde 1978 um einen Gymnastiksaal und 1984 um eine Werkstatt ergänzt und schließlich 2001 weiter ausgebaut und renoviert. Es gibt sowohl eine Zweigstelle von Piareersarfik als auch von Piorsaavik in Tasiilaq, die junge Menschen auf das Arbeitsleben vorbereiten sollen.
In der Stadt gibt es zudem unter anderem ein Kinderheim, zwei Kindergärten, eine Kinderkrippe und ein Altenheim. In Tasiilaq befinden sich ein Krankenhaus, eine Polizeistation, ein Versammlungshaus, ein Kommunalbüro, eine Sporthalle, die neue Kirche von 1985 und die alte Kirche von 1908, die heute das Ammassalik-Museum beherbergt. Es gibt außerdem eine Pilersuisoq-Filiale und einen weiteren Laden, einige Kioske, eine Bäckerei, ein Internetcafé, einen Buchladen, eine Postfiliale, eine Baufirma, eine Handwerksfirma, ein Tourismusbüro und ein Hotel. Tasiilaq ist zudem der Hauptsitz von POST Greenland, von wo aus grönländische Briefmarken an Philatelisten verschickt werden.

## Sport
Der 1960 gegründete Fußballverein ATA Tasiilaq ist in der Stadt beheimatet. Er konnte sich seit den 1990er Jahren mehrfach für die Schlussrunde der Grönländischen Fußballmeisterschaft qualifizieren und 2006 den vierten Platz erreichen.

## Söhne und Töchter der Stadt
- Kârale Andreassen (1890–1934), Maler und Lehrer
- Isak Lund (1902–1949), Landesrat
- Kâle Rosing (1911–1974), Künstler
- Emil Rosing (1939–2010), Lehrer, Museumsdirektor, Künstler und Kommunalpolitiker (Siumut)
- Justus Hansen (* 1968), Politiker (Demokraatit)
- Mala Høy Kúko (* 1969), Politiker (Siumut)
- Naaja H. Nathanielsen (* 1975), Politikerin (Inuit Ataqatigiit) und Psychologin
- Malik Kleist (* 1977), Filmemacher und Rockmusiker
- Varna (Marianne Nielsen) (* 1981), Blues-Musikerin
- Emanuel Nûko (* 1992), Politiker (Naleraq)

## Bevölkerungsentwicklung
Die Bevölkerungszahl von Tasiilaq hat sich in den letzten 40 Jahren nahezu verdoppelt. Tasiilaq ist damit nach Nuuk die Stadt mit dem zweithöchsten relativen Wachstum seit 1977. Heute ist Tasiilaq die größte Stadt Ostgrönlands und die siebtgrößte des Landes. Knapp ein Drittel der Bevölkerung Ostgrönlands lebt in Tasiilaq.